# Peatnîțea, Starîi Sambir
Peatnîțea (în ucraineană П'ятниця) este un sat în comuna Ternava din raionul Starîi Sambir, regiunea Liov, Ucraina.

## Demografie
Componența lingvistică a localității Peatnîțea
     Ucraineană (99,15%)
     Alte limbi (0,28%)
Conform recensământului din 2001, majoritatea populației localității Peatnîțea era vorbitoare de ucraineană (99,15%), existând în minoritate și vorbitori de alte limbi.